# Демоны «Гоетии»

Демоны Гоетии (лат. Ars Goetia) — демоны, перечисленные в первой части магического гримуара «Малый ключ Соломона» (лат. Lemegeton Clavicula Salomonis). Имена демонов даны, фамилия всех демонов — Инферналес.
Всего список насчитывает 72 демона, которые играли важную роль в средневековой магии и теургии. Каждый из них, как считалось, отвечал за определённую сферу бытия, и его призыв можно было использовать для достижения соответствующих целей — обретения знаний, предсказания будущего, достижения материального благополучия, и так далее. Помимо так называемой сферы влияния и ответственности, каждый демон имел свою собственную печать (сигил), а также изображение.
Согласно преданию, царь Соломон заключил демонов в медный кувшин, вместе с их легионами (сам он не сказал, почему так поступил). Сосуд тот бросил в озеро в городе Вавилоне. Вавилонцы нашли сосуд и считая, что в нём золото, разбили его, и легионы вырвались из кувшина.

## Король Баал
В «Гоетии» Баал (согласно Рудду на ивр. באל‎), он же Баел или Баил — первый и старший из семидесяти двух демонов, король, правящий на востоке, и управляющей более чем 66 легионами адских духов, глава адских сил. Считается что именно Баал был изначальным королем ада, до того как его сверг Люцифер. Он появляется в различных видах: иногда как кот, иногда как жаба, иногда как человек, а иногда во всех этих образах сразу и имеет хриплый голос. Ещё является в своем собственном виде, четырёхрогий, сидящий на троне с чёрными глазами. Часто изображается как увешанное щупальцами паукообразное существо. Баал способен даровать человеку невидимость и сверхъестественную мудрость.

## Герцог Агарес
Агарес (ивр. אגאראש‎) — второй демон «Гоетии». Согласно гримуару, демон имеет чин герцога, управляет 31 легионом демонов. В его власти научить владению всеми существующими языками, а также уничтожать светские почести, вызывать землетрясения. Появляется он в виде старика верхом на крокодиле, с ястребом-тетеревятником в руках, которого он то отпускает, то вновь призывает к себе.

## Принц Вассаго
Вассаго (ивр. ושאגו‎) — третий демон «Гоетии». Он — могущественный принц, имеющий добрую природу. В его власти открывать прошлое и грядущее, разыскивать спрятанные и потерянные вещи. Под его командованием находятся 30 легионов духов. Показывает вызывающему ответы на его вопросы, цвет глаз меняется от тёмно-серого до зелёного.

## Маркиз Самигина
Самигина (Samigina) или Гамигин (Gamigin) — четвёртый дух, великий маркиз. Он появляется в образе маленькой лошади или осла, но впоследствии принимает человеческий облик, если вызывающий пожелает. Он говорит хриплым голосом. Он правит более чем 30 адскими легионами. Он обучает свободным наукам и подсчитывает души, которые умерли в грехе.

## Губернатор Марбас
Марбас (Marbas) — пятый демон в иерархии Вейера и пятый в иерархии «Гоетии», великий губернатор. При появлении, согласно гримуарам, он принимал форму рычащего льва, хотя легко мог обратиться в человека. Ему приписывалась способность открывать призвавшему его магу правду обо всех скрытых вещах или секретах. Марбаса считали способным насылать и излечивать болезни, даровать большую мудрость и знание в искусствах механики; к нему обращались, желая научиться изменять свой облик. Согласно трактатам по демонологии, он правил 36 легионами духов. Возможно, что в образе Марбаса постепенно слились черты нескольких более мелких демонов. Так, известно, что с ним иногда отождествлялся Барбуэль.
Марбас упоминается (под именем Барбасон) в пьесах Уильяма Шекспира «Виндзорские насмешницы» и «Генрих V» наряду с Люцифером.

## Герцог Валефор
Валефор (Valefor) — шестой дух, могущественный герцог. Появляется в виде льва с головой осла. Он хороший приятель, но подбивает заняться воровством. Он управляет 10 легионами духов.

## Маркиз Аамон
Аамон, Амон, Амун, Аман, Аманд — седьмой дух, который согласно «Малому ключу Соломона» «могущественный и самый суровый маркиз» гоетических демонов, командующий 40 легионами духов, и в чьей власти примирять вражду и улаживать споры между друзьями, а также открывать прошлое и будущее. «Гоетия» «Малого ключа Соломона» описывает демона как «волка с хвостом в виде змеи, изрыгающего огонь из своего рта, но по приказу мага принимающего образ человека с собачьими зубами, напоминающего ворона; или, если говорить проще — в образе человека с головой ворона с собачьими зубами». Аманом назвался один из демонов, овладевших в 1630 году сестрой Жанной де Анж в Лудуне. Во время экзорцизма демон признал, что ранее принадлежал к ангельскому чину Властей. В демонологии Аамона упоминают также как одного из демонических принцев и помощников Астарота. По другим сведениям, он командует первым легионом Ада и является одним из трёх духов, которые напрямую подчиняются великому генералу Сатанашиа. Демонологи связывали демона с богом Древнего Египта Амоном или с карфагенским богом Ваал-Хаммоном.

## Герцог Барбатос
Барбатос (Barbatos) — восьмой дух, великий герцог. Появляется тогда, когда солнце находится в стрельце, с четырьмя благородными королями, сопровождаемыми большими войсками. Он учит понимать пение птиц и голоса разных существ, такие как лай собак. Он открывает скрытые сокровища, разрушая магические чары, которые были наложены на них. Он принадлежал к чину сил, некоторой частью которого он все ещё управляет. Он знает все о прошлом и о том, что грядет, примиряет друзей и способствует союзам властителей. Он управляет более чем 30 легионами духов.

## Король Пеймон
Пеймон (Paimon) — девятый дух, великий король, всецело покорный Люциферу. Он появляется в образе человека с великолепнейшей короной на голове, восседая на дромадере. Перед ним шествует толпа духов, похожих на людей, с трубами, тарелками и другими музыкальными инструментами. У него громкий голос, и он ревёт при первом своем появлении, а его речь такова, что маг может не понять его, пока не заставит выражаться более внятно. Этот дух может обучить всем искусствам, наукам и разным «секретным вещам». Он обязывает и заставляет любого человека служить магу, если тот маг этого пожелает. Он дарует хороших друзей, таких, которые могут научить всем искусствам. Он принадлежит к чину господ. Он правит 200 легионами духов, часть из которых принадлежит к чину ангелов, а часть — к чину сил.

## Губернатор Буер
Буер (Buer) — десятый дух, великий губернатор. Он появляется в облике стрельца, когда солнце находится в стрельце. Он обучает философии, моральной и естественной, искусству логики, а также свойствам всех трав и растений. Он лечит душевные расстройства людей и дает хороших друзей. Он управляет 50 легионами духов.

## Герцог Гасион
Гасион (Gusion) — одиннадцатый дух, герцог. Он является подобно Ксенофилу (Xenopilus). Он рассказывает все о настоящем, прошлом и будущем. Он может показать решение любого вопроса, который ты ему задашь. Он располагает к дружбе и разрушает её, а также дает честь и величие любому. Он управляет более чем 40 легионами духов.

## Принц Ситри
Ситри (Sitri) — двенадцатый дух, великий принц. Появляется в начале с головой леопарда и крыльями грифона, но после того, как мастер произнесёт заклинание, он может принять человеческий облик и при этом очень красивый. Он разжигает любовь мужчин к женщинам и женщин к мужчинам, и, если есть желание, он может также показать их обнаженными. Он управляет 60 легионами духов.

## Король Белет
Белет (Beleth) — тринадцатый дух, ужасный и могущественный король. Он едет на палевой лошади, и перед ним трубят трубы и играют различные музыкальные инструменты. Заклинатель должен быть с ним любезен, потому что Белет — великий король, ему надо оказывать почтение как это делают короли и принцы, которые ему прислуживают. Этот великий король может вызвать любовь во всех её проявлениях, и для мужчин и для женщин, если мастер заклинатель хочет удовлетворить своё желание. Он принадлежит к чину властей и управляет 85 легионами духов.

## Маркиз Лерайе
Лерайе — четырнадцатый дух. Она часто появляется в обличье молодого и рослого лучника, чем-то напоминающего Робина Гуда. Но помимо этого, она может показаться прекрасной женщиной в наряде египетской царицы. Говорят, что это и есть его истинное лицо. Лерайе может своими стрелами нанести тяжкие ранения, которые никто не может исцелить кроме нее самой. Но также она прекрасно умеет лечить различные болезни и раны. Кроме этого, он может разрушать любовь и привязанности одного человека к другому. Лерайе управляет ветрами и климатом в целом, и может научить заклинателя предсказывать погоду.

## Герцог Элигос (Абигор)

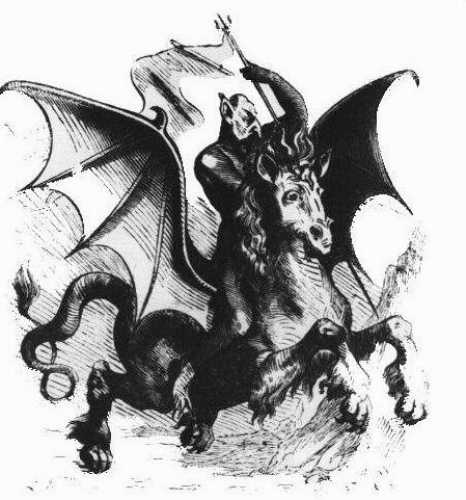
Абигор на картине

Абигор, Элигору, Элигос, Эрртруар (лат. Abigor, Eligos) — пятнадцатый Дух. Великий Герцог Ада, появляется в образе прекрасного рыцаря на крылатой лошади, несущего копьё, знамя и змея. Он вызывает любовь властителей и великих персон. Стоит во главе 60 легионов Ада.
Знает все премудрости ведения войны, обладает даром пророчества. В отличие от большинства демонов, очень симпатичен внешне.

## Герцог Зепар
Зепар (Zepar) — шестнадцатый дух, великий герцог. Он появляется в красном одеянии и броне, подобно солдату. Он заставляет женщин любить мужчин и сводит их вместе в любви. Он также делает их бесплодными. Он управляет 26 легионами духов.

## Граф и Губернатор Ботис
Ботис (Botis) — семнадцатый дух, великий губернатор и граф. Вначале он появляется в виде уродливой гадюки, затем, по команде мага, он принимает человеческий облик с огромными зубами и двумя рогами, неся в своей руке блестящий и острый меч. Он рассказывает обо всех событиях прошлого и настоящего, примиряет друзей и противников. Он управляет более чем 60 легионами духов.

## Герцог Базин
Базин (Bathin) — восемнадцатый дух, могущественный и сильный герцог. Появляется в образе сильного человека с хвостом змеи, верхом на лошади палевого цвета. Он открывает свойства трав и драгоценных камней и может внезапно переносить людей из одной страны в другую. Он правит более чем 30 легионами духов.

## Герцог Саллос
Саллос (Sallos) — девятнадцатый дух, великий и могущественный герцог. Появляется в образе храброго воина с герцогской короной на голове, сидя верхом на крокодиле, но миролюбивом. Он вызывает любовь женщины к мужчине и мужчины к женщине. Управляет 30 легионами духов.

## Король Пурсон
Пурсон (Purson) — двадцатый дух, Великий Король Ада, командующий 22 легионами демонов. Он знает сокровенное, может найти сокровища, и провидит прошлое, настоящее и будущее. Принимая человеческое или воздушное тела он может поведать о всех тайных и божественных вещах на земле и о создании мира. Также он дарует хороших фамильяров. Пурсон изображается как человек с головой льва, сидящий верхом на медведе и держащий в руке свирепую гадюку (или горн). Перед его появлением можно услышать множество трубящих горнов. Другие варианты написания имени: Curson, Pursan.

## Граф и Губернатор Моракс
Моракс (Mоrax) — двадцать первый дух, великий граф и губернатор. Появляется в образе огромного быка с лицом человека. Он может сделать людей очень сведущими в астрономии и во всех других свободных науках. Он также может дать хороших друзей и мудрое знание о свойствах трав и камней, которые могут быть драгоценными. Он правит 30 легионами духов.

## Принц и Граф Ипос
Ипос (Ipos) — двадцать второй дух, граф и могущественный принц. Появляется в образе ангела с головой льва, ногами гуся и хвостом зайца. Он знает все вещи, относящиеся к прошлому, настоящему и будущему. Он наделяет людей остроумием и смелостью. Он управляет 36 легионами духов.

## Герцог Аим
Аим (Aim) — двадцать третий дух, великий сильный герцог. Он появляется в образе человека с очень красивым телом, но с тремя головами; первая голова — как у змеи, вторая голова — как у человека с двумя звездами на лбу, третья голова — как у телёнка. Он едет верхом на гадюке, неся в руке головню, которой он поджигает города, замки и большие селения. Он сделает вызвавшего остроумным во всех смыслах и даст правдивые ответы на личные вопросы. Он управляет 26 легионами духов.

## Маркиз Набериус
Набериус (Naberius) — двадцать четвёртый дух, доблестнейший маркиз. Появляется в облике чёрного журавля, порхающего по кругу. Когда он говорит — у него хриплый голос. Он даёт людям умение во всех искусствах и науках, но, особенно, в искусстве риторики. Он возвращает утерянные звания и восстанавливает честь. Он управляет 19 легионами духов.

## Граф и Губернатор Гласеа-Лаболас
Гласеа-Лаболас (Glasya-labolas) — двадцать пятый дух, могущественный губернатор и граф. Появляется в образе собаки, с крыльями как у грифона. Он мгновенно учит всем искусствам и наукам, и он виновник всех кровопролитий и убийств. Он рассказывает обо всех вещах прошлого и будущего. Может вызвать любовь у друзей и у врагов, может сделать человека невидимым. И он имеет под своим командованием 36 легионов духов.

## Герцог Буне
Буне (Bune) — двадцать шестой дух, сильный, великий и могущественный герцог. Появляется в виде дракона, имеющего три головы, одна из них подобна голове собаки, другая подобна голове грифона, третья подобна голове человека. Он говорит высоким и приятным голосом, он перемещает места мёртвых и приказывает духам, которые ему подвластны, собираться вместе у могил. Он даёт богатство человеку и делает его мудрым и красноречивым, даёт правдивые ответы на вопросы, и управляет 30 легионами духов.

## Маркиз и Граф Ронове
Ронове (Ronove) — двадцать седьмой дух. Появляется в облике чудовища. Он очень хорошо обучает искусству риторики и даёт хороших слуг, знание языков, и дарит благосклонность друзей или врагов. Он маркиз и великий граф, и под его властью находится 19 легионов духов.

## Герцог Берит
Берит (Berith) — двадцать восьмой дух, могущественный, великий и ужасный герцог. Он имеет два других имени, данных ему людьми в более позднее время: Беале (Beale) или Беал (Beal) и Бофри (Bofry) или Болфри (Bolfry). Он появляется в образе солдата в красной одежде, верхом на алой лошади, с золотой короной на голове. Он дает правдивые ответы о прошлом, настоящем и будущем. Он может превращать все металлы в золото. Он может давать звания людям и подтверждать их. Он говорит очень чётким и нежным голосом. Он управляет 26 легионами духов.

## Герцог Астарот
Астарот (Astaroth) — двадцать девятый дух, великий и сильный герцог. Появляется в образе ангела-губителя, верхом на адском звере, подобном дракону, с гадюкой в правой руке. Он даёт правдивые ответы о событиях прошлого, настоящего и будущего и может раскрывать все секреты. Он расскажет о падении духов (ангелов) и объяснит причины своего собственного падения. Он может делать людей прекрасно разбирающимися во всех свободных науках. Он управляет 40 легионами духов.

## Маркиз Форнеус
Форнеус (Forneus) — тридцатый дух, могущественный и великий маркиз. Появляется в образе великого морского чудовища. Он обучает и учит людей прекрасно разбираться в искусстве риторики. Он помогает людям приобретать хорошую репутацию, знать и понимать языки. Он заставляет врагов полюбить мага, подобно его друзьям. Он управляет 29 легионами духов, частично, принадлежащих чину престолов, частично — ангелов.

## Губернатор Форас
Форас (Foras) — тридцать первый дух, могущественный губернатор. Появляется в образе сильного мужчины в человеческом обличье. Он может дать знание людям о свойствах всех трав и драгоценных камней. Он обучает искусству логики и этики во всех их разделах. По желанию, он может сделать человека невидимым, даровать ему долгую жизнь и красноречие. Он открывает местонахождение сокровищ и возвращает утерянные вещи. Он правит более чем 29 легионами духов.

## Король Асмодей
Асмодей (Asmoday) — тридцать второй дух, великий король, сильный и могущественный. Появляется с тремя головами: первая — как у быка, вторая — как у человека, третья — как у барана, он также имеет хвост как у змеи и извергает пламя из пасти. Его ноги имеют перепонки как у гуся. Он сидит на Адском Драконе и держит в руках копьё со знаменем. Он идёт впереди всех, потому что первым избран под власть Амаимона (Amaymon). Он даёт Кольцо Силы, он учит искусству арифметики, астрономии, геометрии и всем ремесленным искусствам. Он делает непобедимым. Он показывает место, где лежат сокровища, и охраняет их. Он — из легионов Амаимона (Amaymon), и он управляет 72 легионами адских духов. Любимая семья этого демона — Инферналес.

## Принц и Губернатор Гаап
Гаап (Gaap) — тридцать третий дух, великий губернатор и могущественный принц. Появляется, когда солнце находится в южных знаках зодиака, в человеческом образе, и идет впереди четырёх великих и могущественных королей, указывая им путь. Он делает людей невосприимчивыми и неосведомленными, также он может дать знания философии и всех свободных наук. Он вызывает любовь и ненависть, он также может научить тебя тем вещам, которые относятся к ведению Амаимона (Amaymon), его господина. Он может вызволять друзей из-под власти других магов, а также отвечает верно и точно, относительно дел прошлого, настоящего и будущего. По повелению и к удовольствию заклинателя, он может очень быстро переносить людей из одного королевства в другое. Он управляет более чем 66 легионами духов и принадлежит к чину сил.

## Князь Фурфур
Фурфур (Furfur) — тридцать четвёртый дух, великий и могучий князь. Появляется в образе человека с крыльями, рогами и копытами. Никогда не говорит правду, пока его не заставят войти в треугольник. Подчиняясь, он говорит хриплым голосом. Он провоцирует любовь между мужчиной и женщиной. Он может вызывать молнии и громы, порывы ветра и сильнейшие бурные штормы. Если ему приказывают, он дает правдивые ответы относительно тайных и божественных вещей. Он управляет более чем 26 легионами духов.

## Маркиз Мархосиас
Мархосиас (Marchosias) — тридцать пятый дух, великий и могущественный маркиз. Появляется в образе волка с крыльями грифона и хвостом змеи, изрыгая из пасти огонь. Но через некоторое время, по команде заклинателя, он принимает человеческую форму. Он принадлежит к чину Господств и властвует над 30 легионами духов. Он признался своему повелителю, то есть Соломону, что спустя 1200 лет, он надеется вернуться к седьмому престолу.

## Принц Столас
Столас (Stolas) или Столос (Stolos) — тридцать шестой дух, великий и сильный принц. Появляется сперва перед заклинателем в образе могучего филина, но после принимает облик человека. Он обучает искусству астрономии и свойствам трав и драгоценных камней. Он правит 26 легионами духов. Великий и сильный принц, появляющийся сперва перед заклинателем в образе могучего филина, что символизирует скрытую мудрость и познания в темных сферах. По просьбе призывателя может принять человеческую форму, которая при этом сохранит в себе основные характерные черты.

## Маркиз Фенекс
Фенекс (Phenex) — тридцать седьмой дух, великий маркиз. Появляется в образе птицы Феникс и имеет голос ребёнка. Он исполняет много чудесных мелодий перед заклинателем, на которые тот не должен обращать внимания, но должен немедленно приказать ему принять человеческий облик. Потом, если потребуют, он будет рассказывать чудесные вещи обо всех непостижимых науках. Он поэт, искусный и совершенный. И он пожелает исполнять твои приказы. Он также надеется вернуться к седьмому престолу спустя 1200 лет, как он сказал Соломону. Он управляет 20 легионами духов.

## Граф Халфас
Халфас (Halphas) или Малзус (Malthus) — тридцать восьмой дух, великий граф. Появляется в образе клинтуха. Он говорит хриплым голосом. Его обязанность — строить крепости, снабжать их боеприпасами и оружием и посылать воинов в указанные места. Он управляет 26 легионами духов.

## Губернатор Малфас
Малфас (Malphas) — тридцать девятый дух. Сперва он появляется в обличии ворона, но по требованию заклинателя, принимает облик человека; говорит хриплым голосом. Он могущественный и сильный губернатор. Он может строить здания и высокие башни, и может, по твоему желанию, сообщать мысли и знания врагов, и о том, что они сделали. Он дает хороших друзей. Если ты принесешь ему жертву, он примет её охотно и любезно, но потом обманет того, кто это делает. Он управляет 40 легионами духов.

## Граф Раум
Раум (Raum) — сороковой дух, великий граф. Появляется в образе ворона, но, по приказу заклинателя, принимает человеческий облик. Его обязанность — воровать сокровища из королевских палат и переносить их туда, куда прикажут; также он разрушает города и достоинство людей; и открывает тайны прошлого, настоящего и будущего; возбуждает любовь между друзьями и врагами. Он относится к чину престолов. Он управляет 30 легионами духов.

## Герцог Фокалор
Фокалор (также Форкалор или Фуркалор) — сорок первый демон «Гоетии» (согласно иерархии Вейера — сорок четвёртый демон). Согласно гримуару демон имеет чин герцога ада, командир тридцати легионов духов (по другим источникам — трех легионов). В его власти убивать людей, топить их в водах и переворачивать корабли, поскольку он управляет морским ветром. Считается, что демон стремится вернуться к Седьмому Престолу Неба. Фокалор изображается как человек с крыльями грифона. Это анаграмма, от имени Рофокал (люцифуг рофокаил), в переводе "бегущий от света", он же Мефистофель, что в переводе имеет то же значение.

## Герцог Вепар
Вепар (Vepar) или Вепхар (Vephar) — сорок второй дух, великий и сильный герцог. Появляется в облике русалки. В его обязанности входит управлять водами и вести по ним корабли с грузом оружия, доспехов, боеприпасов и т. д. По приказу заклинателя, он может заставить море быть по-настоящему бурным и казаться заполненным судами. Он может заставить людей умереть через три дня, заражая раны и язвы и заставляя червей размножаться в них. Он управляет 39 легионами духов.

## Маркиз Сабнок
Сабнок (Sabnock) или Савнок (Savnok) — сорок третий дух, которого царь Соломон поместил в медный кувшин. Он могущественный, великий и сильный маркиз, появляющийся в облике вооруженного воина с львиной головой, верхом на палевой лошади. Его служба состоит в строительстве высоких башен, крепостей и городов и снабжении их оружием и т. д. Также он может причинить человеку страдания на протяжении многих дней из-за ран и гнилых язв, кишащих червями. Он дает хороших приятелей по приказу заклинателя. Он управляет 50 легионами духов.

## Маркиз Шакс
Шакс (Shax) — сорок четвёртый дух, великий маркиз. Появляется в виде клинтуха, он говорит хриплым, но вкрадчивым голосом. Его служба состоит в том, чтобы лишать зрения, слуха и понимания других мужчин и женщин по желанию заклинателя; а также — воровать деньги из королевских палат и возвращать их назад через 1200 лет. По команде заклинателя, он будет приводить лошадей, или приносить любые другие вещи. Он может найти все спрятанные вещи, кроме тех, что охраняются злыми духами. Иногда он дает хороших приятелей. Он управляет 30 легионами духов.

## Король и Граф Вине
Вине (Vine) — сорок пятый дух, великий король и граф. Появляется в образе льва, верхом на чёрной лошади, с гадюкой в своей руке. Он должен находить скрытые вещи, ведьм, волшебников и давать знание прошлого, настоящего и будущего. По команде заклинателя, он будет строить башни, разрушать огромные каменные стены и вызывать шторм на водах. Он управляет 36 легионами духов.

## Граф Бифронс
Бифронс (Bifrons), или Бифроунс (Bifrous), или Бифровс (Bifrovs) — сорок шестой дух, граф. Появляется в образе чудовища, но через некоторое время, по команде заклинателя, он принимает форму человека. Согласно своей службе он дает познания в астрологии, геометрии и других искусствах и науках. Он дает знания о свойствах драгоценных камней и деревьев. Он меняет местами тела мертвых и переносит их в другие места, а также зажигает мнимые свечи на могилах мертвых. Он управляет 6 легионами духов.

## Герцог Увалл
Увалл (Uvall), или Вуал (Vual), или Вовал (Voval) — сорок седьмой дух, великий могучий и сильный герцог. Появляется в облике могучего верблюда, но через некоторое время, по команде заклинателя, принимает человеческий облик. Он разговаривает на египетском языке, но не в совершенстве. Его служба заключается в том, чтобы обеспечивать любовь женщин и рассказывать о событиях прошлого. Он также обеспечивает дружбу между друзьями и врагами. Он принадлежит к чину сил. Он управляет 37 легионами духов.

## Губернатор Хаагенти
Хаагенти (Haagenti) — сорок восьмой дух, губернатор. Появляется в облике могучего быка с крыльями грифона, но затем, по команде заклинателя, принимает человеческий облик. Его служба заключается в том, чтобы делать людей мудрыми и инструктировать их в различных вещах; также он превращает все металлы в золото; превращает вино в воду и воду в вино. Он управляет 33 легионами духов.

## Герцог Кроцелл
Кроцелл (Crocell) — сорок девятый дух, великий и сильный герцог. Он появляется в облике ангела, рассказывает нечто мистическое о скрытых тайных вещах. Он обучает искусству и свободным наукам. По приказу заклинателя, он может произвести великий шум, как будто бы низвергается водопад, хотя, на самом деле это не так. Он может нагревать воду и открывать купальни. Он принадлежал к чину сил перед своим падением, как он сказал об этом царю Соломону. Он управляет 48 легионами духов.

## Рыцарь Фуркас
Фуркас (Furcas) — пятидесятый дух, рыцарь. Появляется в образе злобного старика, с длинной бородой и седой головой, верхом на палевой лошади с острым оружием в руках. Его служба заключается в том, чтобы обучать искусству философии, астрологии, риторики, логики, хиромантии и пиромантии. Он управляет 20 легионами духов.

## Король Балам
Балам (Balam) или Балаам (Balaam) — пятьдесят первый дух, ужасный, великий и могучий король. Он появляется с тремя головами: первая — как у быка, вторая — как у человека, третья — как у барана. У него хвост змеи и пылающие глаза. Он едет на разъяренном медведе и несет ястреба на своем запястье. Он говорит хриплым голосом и дает правильные ответы относительно событий прошлого, настоящего и будущего. Он делает людей невидимыми и наделяет их остроумием. Он управляет 40 легионами духов.

## Герцог Аллосес
Аллоцес (Alloces) или Алокас (Alocas) — пятьдесят второй дух, великий, могущественный и сильный герцог. Появляется в образе солдата, восседающего на огромной лошади. У него лицо льва, багровое и с пылающими глазами. Он говорит хриплым и громким голосом. Его служба состоит в том, чтобы обучать искусству астрономии и всем свободным наукам. Он даст тебе хороших приятелей, также он правит более чем 36 легионами духов.

## Губернатор Камио
Камио (Camim) или Каим (Caym)  — пятьдесят третий дух, великий губернатор. Появляется в образе дрозда, затем приобретает облик человека, с острым мечом в руке. Он делает предсказания по горящему пеплу или углям. Он хороший спорщик. Его служба заключается в том, чтобы научить людей понимать всех птиц, мычание волов, лай собак и других существ, а также голоса вод. Он дает верные ответы о предстоящих событиях. Он принадлежал к чину ангелов, но теперь управляет более чем 30 легионами адских духов.

## Граф и Герцог Мурмур
Мурмур (Murmur), или Мурмус (Murmus), или Мурмукс (Murmux) — пятьдесят четвёртый дух, великий герцог и граф. Появляется в образе воина с герцогской короной на голове, верхом на грифоне. Перед ним идут его министры, трубя в трубы. Его служба состоит в том, чтобы в совершенстве обучать философии, он заставляет души умерших являться перед заклинателем, и если тот прикажет, отвечать на его вопросы. Он частично принадлежал к чину престолов, частично — к ангелам. Он управляет 30 легионами духов.

## Принц Оробас
Оробас (Orobas) — пятьдесят пятый дух, великий и могучий принц. Сперва он появляется в образе лошади, но затем, по приказу заклинателя, принимает облик человека. Его служба состоит в том, чтобы рассказывать о вещах прошлого, настоящего и будущего; он дает знания и церковную власть, и покровительство друзей и врагов. Он дает правдивое толкование вопросов богословия и сотворения мира. Он очень предан заклинателю и защищает его от искушения любыми духами. Он управляет 20 легионами Духов.

## Герцог Гремори
Гремори (Gremory) или Гамори (Gamori) — пятьдесят шестой дух, великий и могучий герцог и появляется в образе прекрасной женщины со знаком герцогини на поясе, восседающей на огромном верблюде. Его служба состоит в том, чтобы рассказывать обо всех событиях прошлого, настоящего и будущего и о скрытых сокровищах, и где они лежат. Он обеспечивает любовь женщин, молодых и старых. Он управляет 26 легионами духов.

## Губернатор Осе
Осо (Oso), Осе (Ose) или Восо (Voso) — пятьдесят седьмой дух, великий губернатор. Появляется в образе леопарда, но спустя некоторое время приобретает облик человека. Его служба заключается в том, чтобы научить разбираться в свободных науках, а также давать правдивые ответы о божественных и тайных вещах. По желанию заклинателя, он может придавать человеку любой облик настолько точно, что после превращения возникает абсолютная уверенность, что это то самое подлинное существо или вещь. Он управляет 30 легионами духов.

## Губернатор Эми
Эми (Amy) или Авнас (Avnas) — пятьдесят восьмой дух, великий губернатор. Появляется сперва в виде пылающего огня, но спустя некоторое время принимает человеческий облик. В его службу входит давать замечательные знания в астрологии и во всех свободных науках. Он дает хороших друзей и может выдавать сокровища, которые охраняются духами. Он управляет 36 легионами духов.

## Маркиз Ориакс
Ориакс (Oriax) или Ориас (Orias) — пятьдесят девятый дух, великий маркиз. Появляется в образе льва с хвостом змеи, восседающем на могучей и сильной лошади; и он держит в своей правой руке двух огромных шипящих змей. Он может превращать людей и наделять их чинами, церковной властью и подтверждать это, кроме того делает возможным приобретение благосклонности друзей и врагов. Он управляет 30 легионами духов.

## Герцог Вапула
Вапула (Vapula) или Нафула (Naphula) — шестидесятый дух, великий, могущественный и сильный герцог, появляется в образе льва с крыльями грифона. Его служба заключается в том, чтобы делать людей умелыми во всех ремеслах и профессиях. Он управляет 36 легионами духов.

## Король и Губернатор Заган
Заган — шестьдесят первый демон «Гоетии». Согласно гримуару демон имеет чин короля и губернатора, управляющего 33 легионами демонов. В его власти делать людей остроумными, превращать вино в воду и обратно, а также превращать в вино кровь. Он может превращать любой металл в самые ценные монеты. Согласно «Гоетии» демон появляется перед магом в облике быка с крыльями грифона, но спустя некоторое время принимает человеческий образ

## Губернатор Волак
Волак (Volac), или Валак (Valak), или Валу (Valu) — шестьдесят второй дух, великий и могучий губернатор. Появляется в облике ребёнка с крыльями ангела, верхом на двуглавом драконе. Его служба состоит в том, чтобы давать правдивые ответы о скрытых сокровищах и сообщать где водятся змеи, которых он может принести заклинателю, и это не потребует больших усилий. Он управляет 38 легионами духов.

## Маркиз Андрас

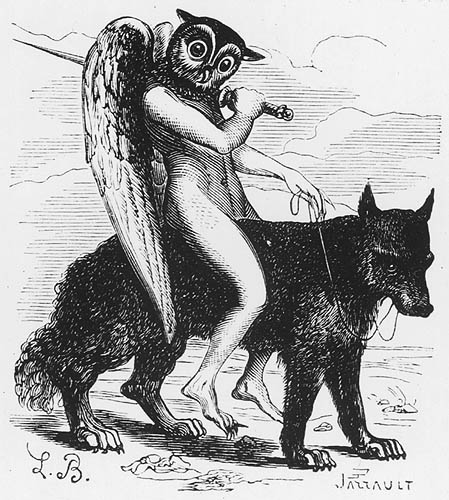
Изображение Андраса.

Андрас (Andres) — шестьдесят третий дух, великий маркиз. Появляется в образе ангела с головой совы цвета чёрной ночи, верхом на сильном чёрном волке, и вздымающим в своей руке острый и сверкающий меч. В его службу входит сеять раздоры. Он управляет 30 легионами духов.

## Герцог Хаурес
Хаурес (Haures), или Хаурас (Hauras), или Хаврес (Havres), или Флаурос (Flauros) — шестьдесят четвёртый дух, великий герцог. Появляется в образе могущественного, ужасного и сильного леопарда, но через некоторое время, по команде заклинателя, он становится человеком, с глазами, пылающими огнём, и ужасным выражением лица. Он дает правдивые ответы обо всех событиях настоящего, прошлого и будущего. Он будет рассказывать о сотворении мира и богословии, и о том, как он сам и другие духи — пали. По желанию заклинателя, он уничтожит и испепелит его врагов, также он не позволит, чтобы заклинатель был соблазнен каким-либо другим духом или кем-то ещё. Он управляет 36 легионами духов.

## Маркиз Андреалфус
Андреалфус (Andrealphus) — шестьдесят пятый дух, могущественный маркиз. Появляется, сопровождаемый страшным шумом, в образе павлина. Но через некоторое время он принимает человеческий облик. Он обучает в совершенстве геометрии. Он также делает людей очень искусными во всех вещах, имеющих отношение к измерениям или астрономии. Он может превращать людей в птиц. Он управляет 30 легионами адских духов.

## Маркиз Кимейес
Кимейес (Cimejes), или Кимеиес (Cimeies), или Кимарис (Kimaris) — шестьдесят шестой дух, могущественный, великий, сильный и могучий маркиз. Появляется подобно отважному воину, верхом на статной чёрной лошади. Он управляет всеми духами во всех частях Африки. Он обучает логике, грамматике и риторике; обнаруживает потерянные или скрытые вещи, а также сокровища. Он управляет 20 легионами адских духов.

## Герцог Амдусиас
Амдусиас (Amdusias) или Амдукиас (Amdukias) — шестьдесят седьмой дух, великий и сильный герцог. Появляющийся сначала как единорог, но, по приказу заклинателя, предстает перед ним в человеческом облике, и со временем начинают играть трубы и все виды музыкальных инструментов, которые его сопровождают. Он также может заставлять деревья сгибаться и склоняться, согласно желанию заклинателя. Он дает превосходных друзей. Он управляет 29 легионами духов.

## Король Белиал
Белиал — шестьдесят восьмой дух, имеющий титул короля. Согласно гримуару демон появился сразу после Люцифера и одним из последних пал с небес, где до этого был даже более достойным ангелом, нежели Уриил. В его власти распределять чины и сенаторские привилегии, он делает возможной благосклонность друзей и врагов. Под его началом находятся 50 легионов демонов. Перед магом появляется в облике двух прекрасных ангелов, сидящих на огненной колеснице, и имеет приятный голос. Отвечает за магию в целом. Определяет полномочия и возможности магов, контролирует исполнение магических законов.

## Маркиз Декарабиа
Декарабиа (Decarabia) — шестьдесят девятый дух, великий маркиз. Появляется в образе звезды в пентакле, но затем, по приказу заклинателя, принимает облик человека. Его служба заключается в том, чтобы сообщать о свойствах птиц и драгоценных камней, и делать так, чтобы существа, похожие на любых птиц, летали бы и пели перед заклинателем, и даже пили бы воду, как настоящие птицы. Он управляет 30 легионами духов.

## Принц Сиире
Сиире (Seere), Сеар (Sear) или Сеир (Seir) — семидесятый дух, могущественный и могучий принц, под властью Амаимона (Amaymon). Он появляется в облике прекрасного человека, верхом на крылатом коне. Его служба заключается в том, чтобы приходить и уходить, неожиданно оставляя после себя какие-то вещи в изобилии, к тому же он уносит и переносит все то, в чём вы не нуждаетесь. Он может обойти всю Землю в мгновение ока. Он помогает обнаружить все то, что украдено, спрятано, и ещё много других вещей. Он безразличен к добру и выполняет лишь приказы заклинателя. Он управляет 26 легионами духов.

## Герцог Данталион
Данталион (Dantalion) — семьдесят первый дух, великий и могущественный герцог. Он держит книгу в своей правой руке. Его служба заключается в том, чтобы обучать любого всем искусствам и наукам; он раскрывает тайные намерения любого; ему известны мысли всех мужчин и женщин, и он может менять их по своему желанию. Он может вызывать любовь и показывать двойника любой персоны, к тому же, в видении он может показать его в любой части мира, которую выберет. Он управляет 36 легионами духов (демонов).

## Граф Андромалиус
Андромалиус (Andromalius) — семьдесят второй дух, великий и могущественный граф. Появляется в образе человека с огромной змеей в руке. Его служба заключается в том, чтобы возвращать и вора, и товары, которые были украдены, и обнаруживать все зло и тайные умыслы; и наказывать всех воров и других злых людей, и обнаруживать сокровища, которые были скрыты. Он управляет более чем 36 легионами духов.